# The Frick Collection
The Frick Collection est un musée d'art new-yorkais situé sur la Cinquième avenue, entre la 70e et la 71e rue, face à Central Park, à Manhattan. Créé en 1935 pour préserver la collection d’art de l’industriel Henry Clay Frick, le musée se compose de peintures européennes du XIVe au XIXe siècle, ainsi que d’autres objets d’art et d’art décoratif européen. En 2018, la collection comptait plus de 1 100 œuvres et reçoit plus de 300 000 visiteurs par an.

## Histoire
Le musée occupe l'ancienne résidence de l'industriel de l'acier, Henry Clay Frick (1849-1919), un industriel ayant fait fortune dans le coke et cofondé la U.S. Steel, et qui a déniché des merveilles des quatre coins du monde pendant 40 ans.
Frick aimait rassembler des tableaux allant par paire, ou dont les protagonistes eurent des histoires communes ou conflictuelles (Thomas Cromwell et Thomas More, par exemple) ; malgré une évidente prédilection pour de magnifiques portraits de femmes au caractère ayant marqué leur époque (La Vicomtesse d'Haussonville, Lady Innes), les nus y sont très peu fréquents. Il ne collectionnait pas d'œuvres impressionnistes (exception faite pour La Répétition par Degas acquise en 1914), ni de Picasso ou de Braque.
Le bâtiment fut dessiné par Thomas Hastings, du cabinet Carrère and Hastings (en), et construit dans les années 1913-1914.
À la mort de Frick en 1919, il lègue toute sa collection à la ville de New York, dont 137 peintures. Sa collection fut estimée à plus de vingt millions de dollars. En 1931, l'architecte John Russell Pope effectue quelques additions à l'hôtel particulier du collectionneur, et la collection est ouverte au public le 16 décembre 1935.
En juin 2015, le musée abandonne ses plans de transformation de son bâtiment historique qui impliquait la transformation du jardin en un immeuble de 6 étages. En juin 2016, The Frick Collection annonce avoir recruté le cabinet d'architectes Selldorf Architects pour étudier un projet d'agrandissement. En avril 2018, un projet définitif d'agrandissement est adopté. Une partie de la collection Frick s'installe alors place dans le MoMa, délogeant les collections du MET. En mai 2019, la Frick Collection acquiert 42 œuvres sur papier de James Abbott McNeill Whistler.
Fin 2017, The Frick Collection rachète le portrait du Prince Camille Borghèse peint par François Gérard (vers 1803). Quelques mois plus tard, les autorités italiennes s'opposent au transfert de cette œuvre en dehors des frontières du pays, les formulaires d'autorisation étant incomplets.
En 2019, le directeur du musée est Ian Wardropper, qui a succédé à l'historienne de l'art Anne L. Poulet, directrice de 2003 à 2011[réf. souhaitée].

### Salle des Progrès de l'amour
La salle dite "des Progrès de l'amour" de Fragonard est dite acquise lors de la vente de la collection de J. P. Morgan. Or, le marchand de tableaux René Gimpel tenait de son collègue et beau-frère Joseph Duveen que Morgan, après avoir vu exposés « les Fragonard de Grasse » au Metropolitan Museum of Art, les lui proposa pour 1 250 000 dollars ; Duveen les négocia 1 000 000 de dollars pour les revendre au prix initialement demandé à Frick… à condition que Morgan lui dise qu'il les aurait « au prix coûtant » (...) et, plus tard « Morgan mourut à l'instant où Frick se faisait construire un hôtel particulier, et tous les objets du défunt qu'on croyait destinés au musée de New-York furent jetés sur le marché dans des ventes à l'amiable. Frick s'empara des plus beaux (...). J'espérais toujours racheter les fameux panneaux et les ramener en France, mais c'était la guerre et j'étais mobilisé ! »[pas clair]
Refusé par la favorite royale, cet ensemble décoratif unique fut retourné à l'artiste qui le conserva vingt ans et ajouta sept autres toiles à la série ; lorsqu'il s'établit en 1790 à Grasse, sa ville natale, il installa l'ensemble dans un salon de la maison de son cousin Alexandre Maubert, qu'à la fin du XIXe siècle son petit-fils mit en vente[réf. souhaitée]. Vers 1893, selon Gimpel (op. cit. p. 240) Wertheimer[Qui ?] lui en avait donné 28 000 livres, et l'antiquaire parisien Guiraud père – qui avait une option d'un an sur ces œuvres – les proposa vainement, entre autres, à Edmond de Rothschild ; Morgan étant à Cannes sur son yacht, le marchand alla le voir, le conduisit à Grasse pour les lui montrer et lui vendit avec un bénéfice de 10 %[réf. souhaitée][pas clair].
Vu par un esthète français en 1952 :
« Jamais vu d'aussi beaux Fragonard, mieux nettoyés, présentés dans leurs encadrements sculptés (...) ces immenses panneaux sont couleur de nuage, d'écume, de lavande, d'eau de source (la Poursuite) ou bien avivés d'incarnat, de pourpre, de rouge vif, comme l'amour couronné (le plus somptueux), ou pudiquement touchés de ce "rose confusion" qui allume les joues des amants (l'Offrande à l'Amour) et la soie du parasol qui les protège. Deux autres panneaux et les impostes prévus  sans doute pour quelque vestibule ou alcôve sont des camaïeux, des esquisses fulgurantes ».

## Bâtiment
Il s'agit d'un hôtel particulier de style néo-classique qui ne servit de résidence à Henry Clay Frick que pendant les cinq dernières années de sa vie.
L'aménagement de cette luxueuse résidence particulière en musée contribue à donner une atmosphère particulière à la présentation des collections. Frick avait dès la construction du bâtiment le projet secret d'ouvrir sa collection au public mais il n'en fit jamais part à son architecte de sorte de conserver l'esprit d'une résidence privée.
La résidence comporte une cour de jardin dessinée sur le modèle d'un atrium romain surmonté d'une verrière. Des palmiers y sont plantés. Cette cour mène à une salle de musique ronde, construite lors d'aménagements postérieurs à la mort de Frick, qui sert actuellement pour des concerts ou des conférences ; Isaac Stern, Alfred Brendel et Wanda Landowska y ont donné des concerts et T.S. Eliot y a également lu des poèmes.
Parmi les seize grandes pièces ou galeries qui composent le musée figure la salle de séjour conçue par Sir Charles Allom, décorateur qui travailla surtout pour la famille royale britannique, qui donne une idée de l'aménagement des résidences de luxe du XIXe siècle.

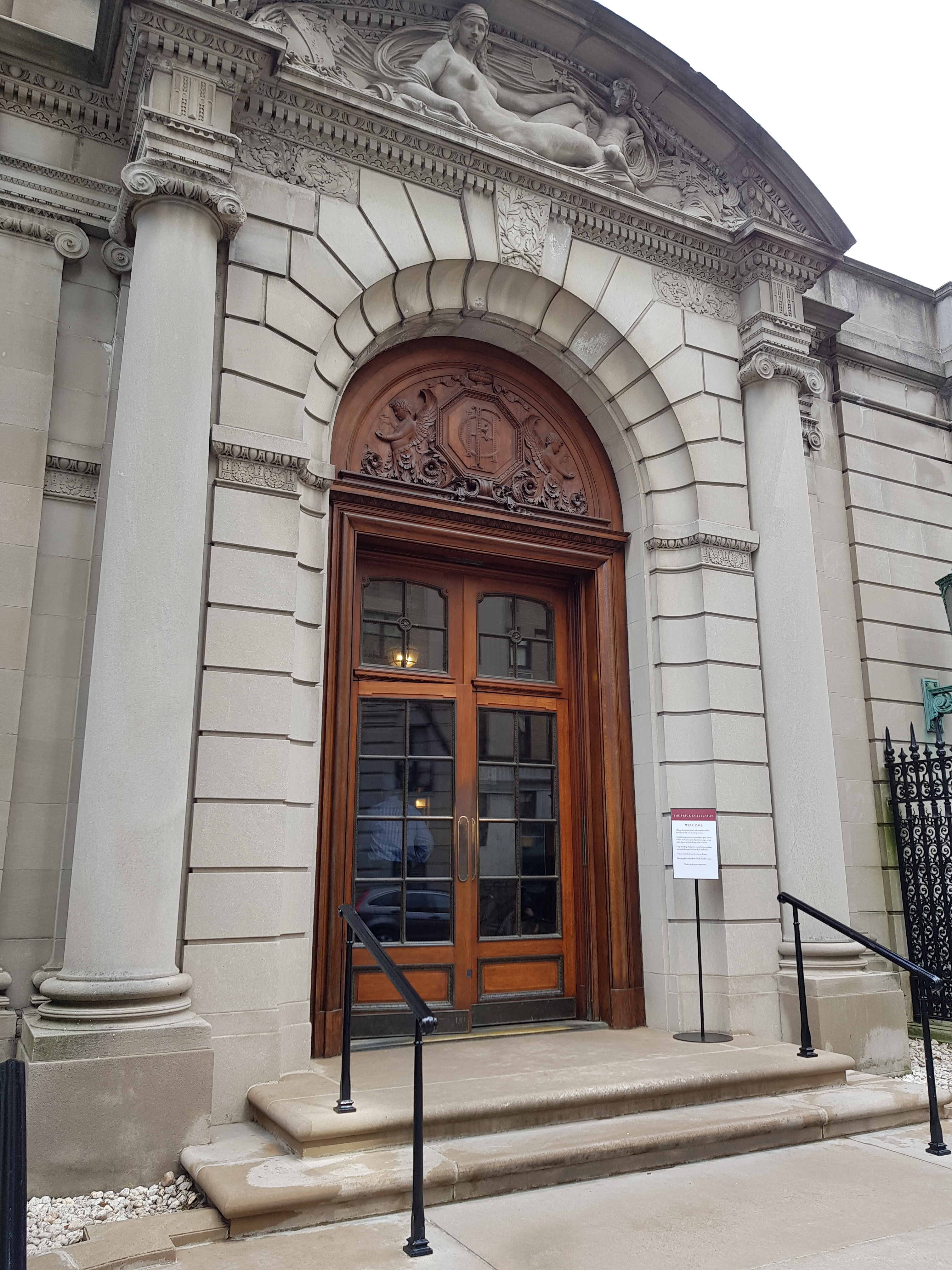
Entrée du musée.
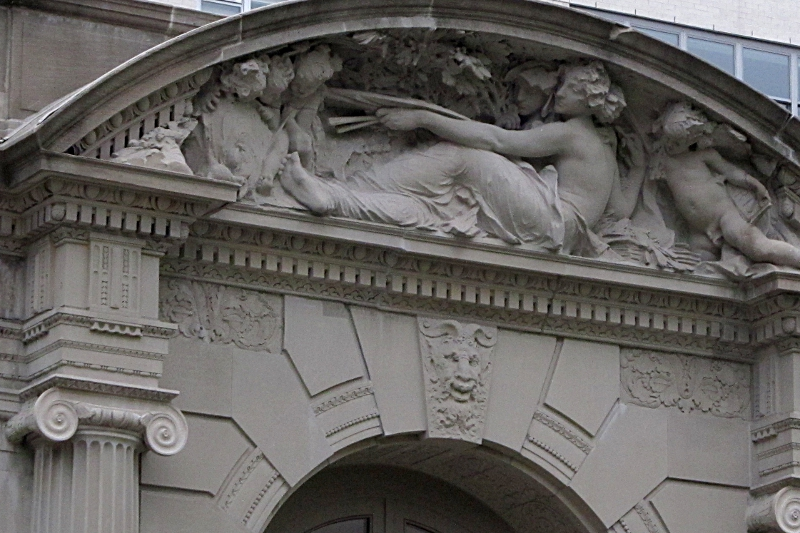
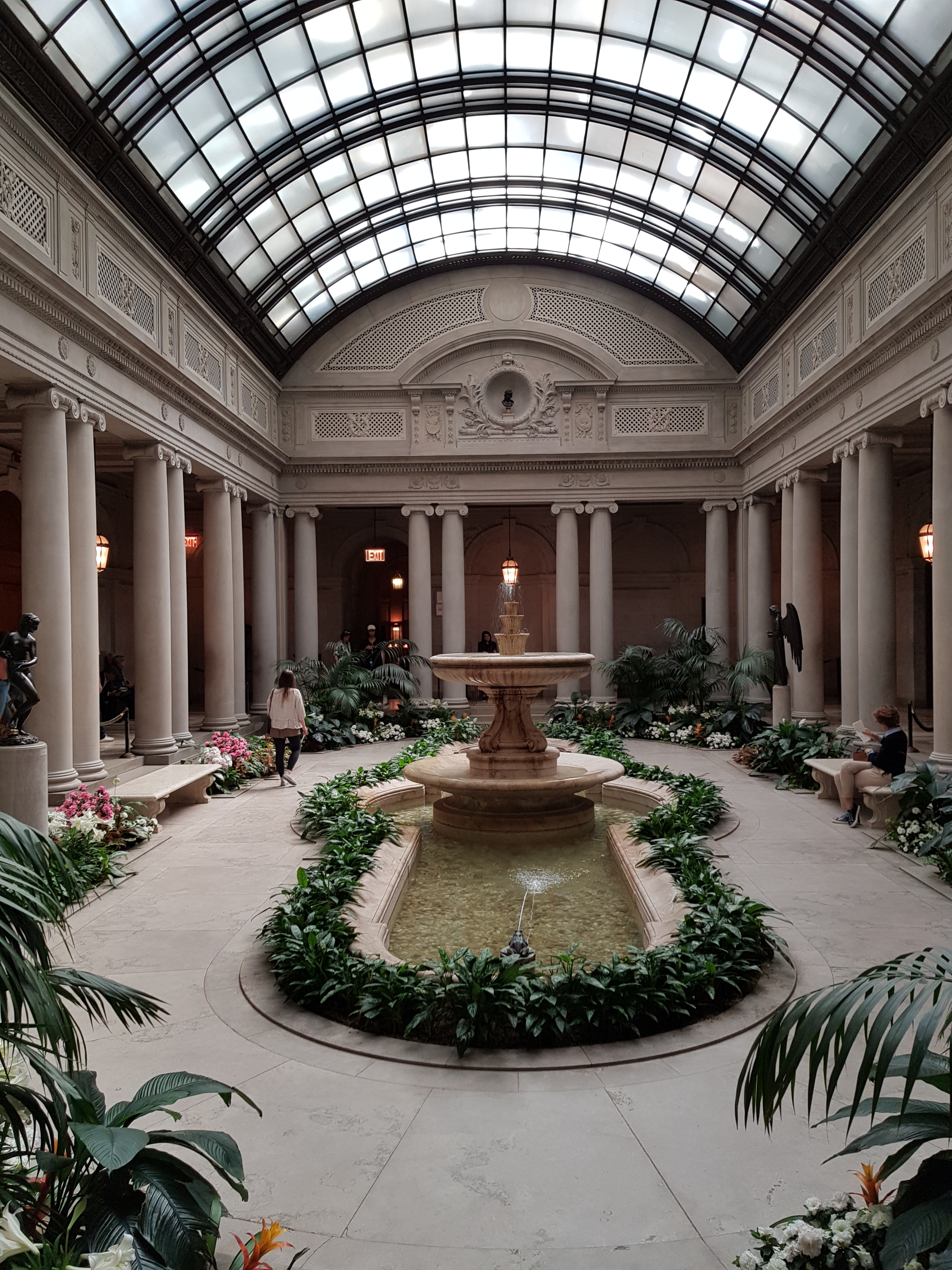
Cour intérieure.
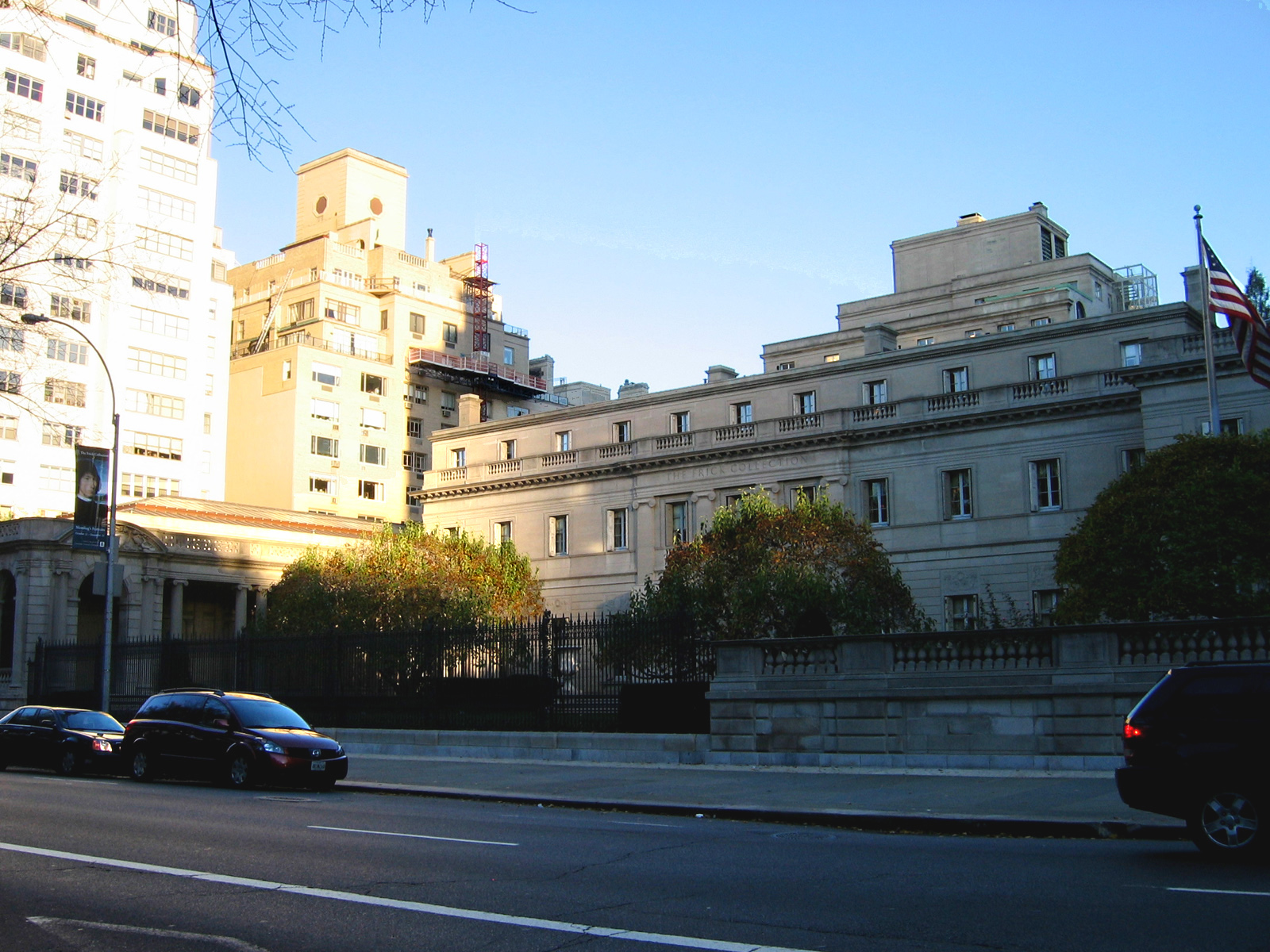

Le sous-sol de la résidence possède une salle de bowling sur mesure réalisée entièrement en bois mais celle-ci n'est pas ouverte au public.

## Œuvres principales
The Frick Collection est l'un des plus importants musées d'art issus d'une collection privée des États-Unis. Elle abrite une collection de peintures de très haute qualité organisée en seize galeries et elle comporte quelques-uns des tableaux les plus connus des meilleurs artistes européens, ainsi que des sculptures, des meubles, des pièces de porcelaine, des émaux et des tapis. Le Frick compte environ 1 500 pièces dans sa collection en 2021. Parmi les artistes dont les œuvres figurent dans la collection, citons Bellini, Fragonard, Gainsborough, Goya, Holbein, Rembrandt, Titien, Turner, Velázquez, Vermeer et Whistler. Au fil des ans, le musée a progressivement acquis des pièces supplémentaires pour compléter les peintures de la collection originale de Frick,,.

### Peintures
La plupart des peintures couvrent la période du XIVe siècle au XIXe siècle. Elles sont de peintres tels que Vermeer, Renoir ou Boucher, dont la plupart des peintures sont exposées dans le South Hall.
- Giovanni Bellini : 1 peinture (L'Extase de saint François)
- Gentile Bellini : 1 peinture (Le Doge Giovanni Mocenigo)
- Botticini : 1 peinture (La Résurrection)
- Boucher : 13 peintures (dont 8 dans la Salle Boucher ; 4 toiles des Quatre Saisons ; Fille aux roses ; Une dame sur son lit de jour)
- Bronzino : 1 peinture (Lodovico Capponi)
- Brueghel l'Ancien : 1 peinture (Les Trois Soldats)
- Chardin : 2 peintures (Femme à la serinette ; Nature morte aux prunes)
- Cimabue : 1 peinture (La Flagellation du Christ)
- Constable : 2 peintures (La Cathédrale de Salisbury ; Le Cheval blanc)
- Corot : 5 peintures (L'étang ; Le batelier de Mortefontaine ; Ville d'Avray ; L'Arc de Constantin et le Forum ; Le Lac)
- Daubigny : 2 peintures (Les Lavandières ; Dieppe)
- David : 1 peinture (Portrait de la Comtesse Daru)
- Degas : 1 peinture (La Répétition)
- Duccio : 1 peinture (La Tentation du Christ sur la montagne)
- Fragonard : 11 peintures (Série des Progrès de l'Amour)
- Gainsborough : 7 peintures (Lady Innes ; L'Honorable Frances Duncombe ; Mrs Charles Hatchett ; Mrs Peter William Baker ; Lady Skipwith Selina ; Le Mall à St James Park ; Mrs Grace Elliott)
- F. Gérard : 1 peinture (Portrait du prince Camille Borghèse, acquis en 2017)
- Goya : 4 peintures (La Forge ; Don Pedro, duc d'Osuna ; Portrait d'une dame)
- Le Greco : 3 peintures (Le Christ chassant les marchands du Temple ; Saint Jérôme ; Portrait de Vincenzo Anastagi)
- Greuze : 3 peintures (La Fileuse)
- Guardi : 2 peintures (Régate à Venise ; Vue du Canal de Cannareggio)
- Hals : 4 peintures (Portrait d'un homme ; Portrait d'une femme ; Portrait d'un peintre ; Portrait d'un homme âgé)
- Hobbema : 2 peintures (Village entouré d'arbres ; Village avec moulin à eau et arbres)
- Hogarth : 1 peinture (Miss Mary Edwards)
- Holbein : 2 peintures (Portrait de Thomas More ; Portrait de Thomas Cromwell)
- Ingres : 1 peinture (La comtesse d'Haussonville)
- Fra Filippo Lippi : 1 peinture (L'Annonciation)
- Piero della Francesca : 4 peintures (La Crucifixion ; St Jean l'Evangéliste)
- Lawrence : 2 peintures (Miss Louisa Murray ; Portrait de Lady Julia Peel)
- Le Lorrain : 1 peinture (Le Sermon sur la montagne)
- Manet : 1 peinture (La Corrida)
- Mantegna : 1 peinture (La Descente dans les limbes)
- Memling : 1 peinture (Portrait d'un homme)
- Metsu : 1 peinture (Femme à sa toilette)
- Millet : 1 peinture (Femme cousant à la lumière d'une lampe)
- Monet : 1 peinture (Vétheuil en hiver)
- Moroni : 1 peinture (Portrait d'une femme, acquis en 2022)
- Murillo : 1 peinture (Autoportrait)
- Nattier : 1 peinture (Elizabeth, comtesse de Warwick)
- Pater : 2 peintures (L'Orchestre de village ; Procession de Comédiens italiens)
- Raeburn : 3 peintures (James Cruykshank)
- Rembrandt : 3 peintures (Autoportrait ; Le Cavalier Polonais ; Portrait de Nicolaes Ruts)
- Renoir : 1 peinture (La Promenade - Mère et enfants)
- Reynolds : 4 peintures (Lady Elizabeth Taylor ; Lady Cecil Rice ; Lady Skipwith)
- Rubens : 1 peinture (Un Chevalier de l'Ordre de la Toison d'Or)
- Tiepolo : 1 peinture (Persée et Andromède)
- Titien : 2 peintures (Portrait d'homme au chapeau rouge ; Pietro Aretino)
- La Tour : 1 peinture (L'Education de la Vierge)
- Tintoret : 1 peinture (Portrait d'un Procurateur vénitien)
- Turner : 5 peintures (Le Port de Dieppe ; Mortlake Terrace par un petit matin d'été ; Bateaux de pêche entrant dans le port de Calais)
- Van Dyck : 8 peintures (Margareta de Vos ; La Marquise Giovanna Cattaneo ; Lady Anne Carey ; Frans Snyders ; Sir John Suckling)
- Van Eyck : 1 peinture (Vierge à l'Enfant avec saints et donateurs)
- Van Ruysdael : 2 peintures (Paysage avec une passerelle ; Vue d'un quai d'Anvers)
- Velázquez : 1 peinture (Philippe IV à Fraga)
- Vermeer : 3 peintures (L'Officier et jeune fille riant ; La leçon de musique interrompue ; La Maîtresse et la Servante)
- Veronese : 2 peintures (Le Choix entre le Vice et la Vertu ; Force et Sagesse)
- Watteau : 1 peinture (Le portail de Valenciennes)
- Whistler : 5 peintures (Symphonie en couleur chair et rose : Portrait de Mrs Frances Leyland ; Portrait de Lady Meux )

| Photo | Nom                                                                 | Auteur                        | Année     | Type            | Année d'acquisition | Notes |
| ----- | ------------------------------------------------------------------- | ----------------------------- | --------- | --------------- | ------------------- | --- |
|       | La Flagellation du Christ                                           | Cimabue                       | 1280      |                 | 1950                | Dissociée du Diptyque de dévotion. Unique Cimabue conservé en dehors des frontières européennes.                                                         |
|       | La Tentation du Christ sur la montagne                              | Duccio di Buoninsegna         | 1308-1311 |                 |                     | [ 19 ] |
|       | Vierge à l'enfant avec saint Laurent et saint Julien                | Gentile da Fabriano           | 1425      |                 |                     | [ 20 ] |
|       | L'Officier et la Jeune Fille riant                                  | Johannes Vermeer              | 1657      |                 |                     | |
|       | La Leçon de musique interrompue                                     | Johannes Vermeer              | 1661      |                 |                     | |
|       | La Maîtresse et la Servante                                         | Johannes Vermeer              | 1667      |                 |                     | |
|       | Don Pedro, duc d'Osuna                                              | Francisco Goya                | 1790      | Portrait        |                     | Le duc était un des protecteurs du peintre. |
|       | Une mère et ses enfants                                             | Pierre-Auguste Renoir         |           |                 |                     | Un des tableaux impressionnistes les plus célèbres. |
|       | L'annonciation                                                      | Fra Filippo Lippi             | c.1440    |                 |                     | 2 panneaux peint a tempera |
|       | Vierge à l'enfant avec saints et donateurs                          | Jan Van Eyck                  | c.1441    |                 |                     | |
|       | L'Extase de saint François                                          | Giovanni Bellini              | 1480      |                 |                     | |
|       | La purification du temple                                           | Le Greco                      | c.1600    |                 |                     | |
|       | Saint Jérôme                                                        | Le Greco                      | c.1590    |                 |                     | |
|       | Sir Thomas More                                                     | Hans Holbein le Jeune         | 1527      |                 |                     | |
|       | Thomas Cromwell                                                     | Hans Holbein le Jeune         | 1532      |                 |                     | |
|       | Lady Innes                                                          | Thomas Gainsborough           | c.1757    |                 |                     | |
|       | Miss Mary Edwards                                                   | William Hogarth               | 1742      |                 |                     | |
|       | La cathédrale de Salisbury vue du jardin de l'évêque                | John Constable                |           |                 |                     | |
|       | Mortlake Terrace, un matin du début de l'été                        | Joseph Mallord William Turner | 1826      |                 |                     | |
|       | Le Port de Dieppe                                                   | Joseph Mallord William Turner | 1826      |                 |                     | |
|       | La Comtesse d'Haussonville                                          | Ingres                        | 1845      | Huile sur toile | 1927                | 131,76 cm x 92,08 cm |
|       | Tableau de Philippe IV d'Espagne                                    | Diego Vélasquez               | 1644      |                 |                     | |
|       | La répétition                                                       | Degas                         | 1878      |                 |                     | |
|       | Autoportrait                                                        | Rembrandt                     | 1658      |                 |                     | |
|       | Tableaux représentant les époux Snyders                             | Anthony Van Dyck              | 1620      |                 |                     | |
|       | Arrangement en noir et or : le comte Robert de Montesquiou-Fezensac | James Abbott McNeill Whistler | 1891-1892 |                 |                     | Représentation de Robert de Montesquiou. |
|       | Nature morte aux prunes                                             | Jean Siméon Chardin           | 1730      |                 |                     | |
|       | Polyptyque de saint Augustin                                        | Piero della Francesca         |           |                 |                     | Un des panneaux du polyptyque. |
|       | Vue du port de Dieppe                                               | Antoine Vollon                | 1873      | Aquarelle       | 2015                | [ 22 ] |
|       |                                                                     | Frans Hals                    |           |                 |                     | |
|       | Portrait d'homme au chapeau rouge                                   | Le Titien                     | c.1516    |                 |                     | |
|       | La Forge                                                            | Francisco de Goya             | 1817      |                 |                     | |
|       | Portrait de Lady Meux                                               | Whistler                      | 1881      |                 |                     | |
|       | La Surprise                                                         |                               | 1771-1772 |                 |                     | Ces peintures, réalisées pour le pavillon de musique de madame du Barry à Louveciennes, évoquent les quatre instants de l'amour. Voir la Fragonard Room. |
|       | La Rencontre                                                        |                               | 1771-1772 |                 |                     | Ces peintures, réalisées pour le pavillon de musique de madame du Barry à Louveciennes, évoquent les quatre instants de l'amour. Voir la Fragonard Room. |
|       | L'Amant couronné                                                    |                               | 1771-1772 |                 |                     | Ces peintures, réalisées pour le pavillon de musique de madame du Barry à Louveciennes, évoquent les quatre instants de l'amour. Voir la Fragonard Room. |
|       | L'Amour-amitié                                                      |                               | 1771-1772 |                 |                     | Ces peintures, réalisées pour le pavillon de musique de madame du Barry à Louveciennes, évoquent les quatre instants de l'amour. Voir la Fragonard Room. |
|       | Portrait du Prince Camille Borghèse                                 | François Gérard               | c.1803    |                 | 2017                | [ 9 ] |

### Sculptures
- Le Bernin : 1 sculpture
- Clodion : 2 sculptures
- Coysevox : 2 sculptures
- Girardon : 2 sculptures
- Houdon : 3 sculptures
- Laurana : 2 sculptures
- Lemoyne : 1 sculpture
- Pajou : 1 sculpture
- Verrocchio : 1 sculpture (Buste d'une jeune femme)

| Photo | Nom                        | Auteur                | Année       | Type        | Année d'acquisition | Notes |
| ----- | -------------------------- | --------------------- | ----------- | ----------- | ------------------- | --- |
|       | Ange du Lude               |                       |             |             |                     | Statue visible dans le jardin intérieur du musée. Ange du Lude doit son nom au château sarthois où une copie l'a remplacée - de l'ex-collection Morgan ; cf le cliché photographique anonyme de 1935 du fonds Monduit de la tête "pour le chevet de la cathédrale de Reims" (musée d'Orsay). |
|       | Le marquis de Miromesnil   | Jean-Antoine Houdon   |             | Marbre      |                     | |
|       | Diane chasseresse          | Jean-Antoine Houdon   | 1776-1795   | Terre cuite |                     | |
|       | Tête d'ange                | Gian Lorenzo Bernini  | 1655        | Terre cuite |                     | D'après Samson et deux philistins de Michel-Ange. |
|       | Buste de Béatrice d'Aragon | Francesco Laurana     |             | Bronze      |                     | |
|       | Buste d'une dame           | Francesco Laurana     | c.1470      |             |                     | Buste de femme. |
|       | Buste d'une jeune femme    | Andrea del Verrocchio | c.1470-1480 |             |                     | Buste d'un jeune femme. |
|       | 46 émaux du Limousin       |                       |             |             |                     | |

### Mobilier
| Photo | Nom | Auteur                                  | Année  | Type                                                            | Année d'acquisition | Notes |
| ----- | --- | --------------------------------------- | ------ | --------------------------------------------------------------- | ------------------- | --- |
|       |     | André-Charles Boulle                    | c.1700 | Bureau plat dit « de ministre »                                 |                     | Chêne, sapin et noyer avec des marqueteries d'écaille.                                                                                          |
|       |     | Ferdinand Berthoud et Philippe Caffieri | c.1767 | Horloge dite « de parquet » ou régulateur de Balthazar Lieutaud |                     | Chêne, placage de bois divers et ornée de bronze doré. Aurait été commandée pour la Cour du roi Louis XV.                                       |
|       |     | Jean-Henri Riesener                     |        | Secrétaire                                                      |                     | Orné de marqueterie à mosaïques en chêne, marqueterie de bois divers et orné de bronze doré.                                                    |
|       |     | Gilles Joubert et Roger Vandercruse     | 1769   | Commode                                                         |                     | Ornée de marqueterie à motifs en chêne et acajou avec plateau de marbre sarancolin. Exécutée pour Madame Victoire, quatrième fille de Louis XV. |
|       |     | François-Joseph Bélanger                | 1781   | Console                                                         |                     | En marbre bleu. |
|       |     | Jean-Baptiste Lepaute et Clodion        | 1788   | Horloge mécanique                                               | 2006                | Intitulée La Danse du Temps, l'oeuvre est créée pour le compte de l'architecte Alexandre-Théodore Brongniart.                                   |

Une salle Boucher comporte huit tableaux attribués à ce peintre et un ensemble remarquable de mobilier du XVIIIe siècle, un tapis indien du XVIe siècle, des porcelaines de cette époque provenant de la manufacture de Sèvres. Dans cet ensemble, on remarque un bureau plat en acajou de Riesener.

## Expositions
- Novembre 2018 - septembre 2019 : faïence française[26]
- Décembre 2018 - janvier 2019 : Luigi Valadier, orfèvre, bijoutier et bronzier italien du XVIIIe siècle[27]
- Octobre 2019 - janvier 2020 : Édouard Manet (4 tableaux)[28]